# آب‌راه سنگاوا

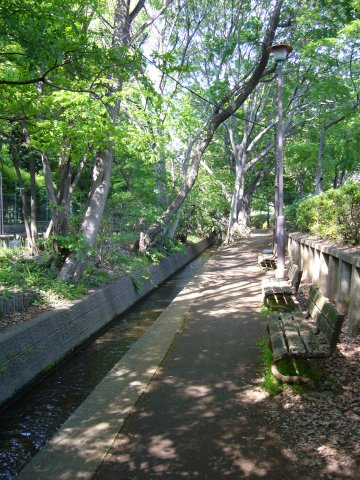

آب‌راه سنگاوا (به ژاپنی: 千川上水, Senkawa Jōsui)، یک  آباره به طول ۲۲ کیلومتر است که  در توکیو واقع شده است.